# Lord Energy
Lord Energy SA est une entreprise suisse de courtage pétrolier et d'affrètement maritime spécialisée dans le courtage et le transport des matières premières, notamment en Libye, Algérie et en Russie,.
La société est victime en 2018-2021 d'une campagne de calomnie orchestrée par une agence d'intelligence économique suisse agissant pour le compte du président des Émirats Arabes Unis, Mohammed ben Zayed Al Nahyane.

## Activité et dirigeants
Lord Energy SA, initialement Lord Energy Trading AG, est créée en 2008 à Lugano par Hazim Nada, fils de Youssef Nada (en), qui est décrit comme étant « l'ambassadeur de l'ombre des Frères musulmans » par le journal Le Temps,.
La société achemine entre 3 et 4 millions de barils de pétrole par mois et compte des bureaux à Lugano, Singapour et Houston (Texas).
Fatima Imama est membre avec signature individuelle de la société. Youssef Himmat en est le secrétaire.
La société de trading est mentionnée dans la presse pour plusieurs controverses, dont ses liens avec la mouvance des Frères musulmans et l'islamiste italien Davide Piccardo,,,,, : ces allégations, reprises temporairement dans cet article Wikipédia, se révèlent être des calomnies répandues par une agence d'intelligence économique suisse agissant pour le compte du président des Émirats arabes unis, Mohammed ben Zayed Al Nahyane.

### Presse
- « Les déboires de Lord Energy » - Africa Intelligence, 5 décembre 2017